# Beba Lončar

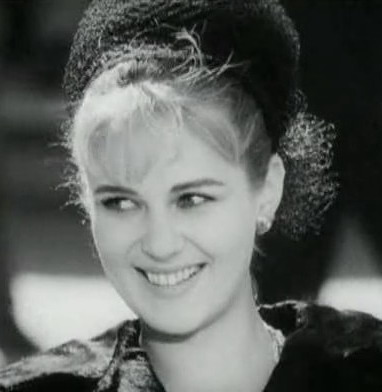
Beba Lončar, 1966

Beba Lončar (* 28. April 1943 als Desanka Lončar in Belgrad) ist eine jugoslawische Schauspielerin.

## Leben
Lončar besuchte eine Ballettschule in Belgrad und kam Ende der 1950er Jahre zu ihren ersten Fernsehauftritten. Als Fernsehansagerin führte sie in Kinderprogramme ein und im Alter von 17 Jahren erhielt sie ihre ersten Filmrollen.
Von Regisseur Franz Antel 1962 für den internationalen Film entdeckt, wirkte sie während der 1960er und 1970er Jahre in zahlreichen europäischen Produktionen mit. Ihr Metier waren die zu jener Zeit beliebten, von verschiedenen europäischen Filmstudios in großer Anzahl produzierten Krimis, Agentenfilme, Western und Komödien. 1982 zog sie sich aus der Öffentlichkeit zurück.

## Filmografie (Auswahl)
- 1960: Liebe und Mode (Ljubav i moda)
- 1960: Der neunte Kreis (Deveti krug)
- 1961: Das Paar (Dvoje)
- 1962: Doktor (Dr)
- 1962: … und ewig knallen die Räuber
- 1964: Ein Frauenarzt klagt an
- 1964: Freddy und das Lied der Prärie
- 1964: Raubzug der Wikinger (The Long Ships)
- 1964: Turbulenter Sommer (Lito vilovito)
- 1965: Die richtige Frau im falschen Bett (Letti sbagliati)
- 1965: Scharfe Sachen für Monsieur (Le Corniaud)
- 1965: So ein Windhund (Slalom)
- 1965: Casanova ’70
- 1966: Hermann der Cherusker (Il massacro della foresta nera)
- 1966: Ein Junge schrie Mord (The Boy Cried Murder)
- 1966: Aber, aber, meine Herren… (Signore & signori)
- 1967: Lucky M. füllt alle Särge (Lucky, el intrépido)
- 1967: Sein Wechselgeld ist Blei (I giorni della violenza)
- 1968: Mutterherz (Cuore di mamma)
- 1968: Wenn die Liebe lockt (Scusi, facciamo l'amore?)
- 1969: Der Boß stirbt noch vor 12 (Rapporto Fuller, base Stoccolma)
- 1970: Brancaleone auf Kreuzzug ins Heilige Land (Brancaleone alle crociate)
- 1972: Mord exklusiv (Terza ipotesi su un caso di perfetta strategia criminale)
- 1976: La polizia ordina: Sparate a vista
- 1979: Kommandounternehmen Teufelsinsel (Pakleni otok)
- 1979: Noch einmal fiel ein Schuß (Drugarcine)
- 1980: Sunday Lovers